# Рилски спортист (футбольный клуб)
ФК Рилски спортист (болг. ФК Рилски спортист) — болгарский футбольный клуб из города Самоков. Домашние матчи команда проводит на стадионе Искар, вмещающем около 7 000 зрителей. Ныне «Рилски спортист» выступает в Третьей любительской лиге, третьем уровне в системе футбольных лиг Болгарии.

## История
Клуб «Рилски спортист» возник в результате серии реорганизаций старых местных клубов: «Спортклуб», «Бенковски» и «Левски». 13 февраля 1947 года было образовано физкультурное общество «Рилски спортист» путём слияния «Бенковски» и «Левски». Два года спустя из-за принятого на общегосударственном уровне решения формировать добровольные спортивные общества (ДСО) на основе отраслевых профсоюзов он распался на несколько таких ДСО. Основными из них были «Червено знаме», «Динамо» и «Строител». В 1957 году все ДСО в Самокове были объединены в «ДФС Рилски спортист». В 1985 году на его основе формируется одноимённый футбольный клуб, который начинает развиваться самостоятельно.
В сезоне 2001/2002 «Рилски спортист» занял первое место в Группе «Б» и впервые в своей истории получил право участвовать в главной болгарской футбольной лиге. Но дебют на высшем уровне вышел крайне неудачным для «Рилски спортиста», который сумел одержать лишь одну победу в 26 матчах (2:0 над софийским «Локомотивом»), занял последнее место и вылетел обратно в Группу «Б» по итогам сезона 2002/2003.
В 2006 году «Рилски спортист» вновь победил в Группе «Б» и во второй раз вышел в Группу «А». Вторая попытка оказалась более успешной: команда одержала 10 побед, но тем не менее не смогла сохранить места в элите болгарского футбола, отстав от спасительного 13-го места на три очка по итогам чемпионата 2006/2007. Вскоре «Рилски спортист» и вовсе опустился на любительский уровень.

## История выступлений
| 2010/11                                                                                          | Областная группа «А» (IV) | 1  | 17 | 1 | 0  | 86 | 6  | 52 | не квалифицировался |
| 2011/12                                                                                          | Группа V (III)            | 3  | 21 | 5 | 10 | 66 | 29 | 68 | не квалифицировался |
| 2012/13                                                                                          | Группа V (III)            | 15 | 6  | 4 | 20 | 28 | 71 | 22 | не квалифицировался |
| 2013/14                                                                                          | Областная группа «А» (IV) | 1  | 20 | 0 | 0  | 94 | 12 | 60 | не квалифицировался |
| 2014/15                                                                                          | Группа V (III)            | 14 | 7  | 6 | 17 | 26 | 46 | 27 | не квалифицировался |
| 2015/16                                                                                          | Группа V (III)            | 11 | 10 | 5 | 17 | 41 | 43 | 35 | не квалифицировался |
| 2016/17                                                                                          | Третья лига (III)         | 9  | 12 | 7 | 15 | 53 | 61 | 43 | не квалифицировался |
| 2017/18                                                                                          | Третья лига               | 15 | 10 | 6 | 18 | 40 | 51 | 36 | не квалифицировался |
| Зелёным выделены сезоны, в которых команда добивалась продвижения, красным — в которых вылетала. |                           |    |    |   |    |    |    |    |                     |